# Wiktor Bannikow
Wiktor Maksymowicz Bannikow, ukr. Віктор Максимович Банніков, ros. Виктор Максимович Банников (ur. 28 kwietnia 1938 w Łuhynach, w obwodzie żytomierskim, zm. 25 kwietnia 2001 w Kijowie) – ukraiński piłkarz, grający na pozycji bramkarza, reprezentant Związku Radzieckiego, trener i działacz piłkarski. Organizator i pierwszy prezydent Ukraińskiej Federacji Piłkarskiej w latach 1991–1996.

## Kariera piłkarska

### Kariera klubowa
Zanim rozpoczął karierę piłkarską uprawiał inne dyscypliny, m.in. skok wzwyż oraz koszykówkę (grał w juniorskiej reprezentacji Ukrainy). W wieku 20 lat po raz pierwszy stanął na bramce w drużynie Awanhard Żytomierz. W krótkim czasie zdobył duże uznanie dzięki udanym występom w lokalnych drużynach ukraińskich z niższych lig: Szachtarze Korosteszów oraz Desnie Czernihów i w 1962 został zawodnikiem jednego z czołowych klubów radzieckich – Dynama Kijów. Przez kilka sezonów był pierwszym bramkarzem zespołu z Kijowa, z którym zdobył wiele sukcesów. Kijowski klub opuścił po tym, gdy stracił miejsce w bramce na rzecz Jewgienija Rudakowa. Później reprezentował barwy Torpeda Moskwa, w którym zakończył karierę piłkarską w 1973.
W latach sześćdziesiątych cieszył się opinią jednego z najlepszych radzieckich bramkarzy.

### Kariera reprezentacyjna
W radzieckiej reprezentacji - mimo sukcesów klubowych - musiał pogodzić się z rolą zmiennika Lwa Jaszyna, a później rywalizował o miejsce w bramce z innymi zawodnikami, w tym m.in. z Jewgienijem Rudakowem, który zastąpił go w bramce Dynama. Ogółem, od 29 listopada 1964 do 6 sierpnia 1972 rozegrał 14 meczów. Był rezerwowym w kadrze na mistrzostwa świata w Anglii w 1966 i mistrzostwa Europy w Belgii 1972.

## Kariera trenera i działacza
W późniejszych latach pełnił m.in. funkcję kierownika drużyny Zorii Ługańsk oraz trenera Spartaka Żytomierz. W 1991 – jeszcze przed formalnym wystąpieniem Ukrainy ze Związku Radzieckiego – zaangażował się w organizację struktur krajowej federacji piłkarskiej. 6 marca 1991 został wybrany jej pierwszym prezydentem. Funkcję tę pełnił do 1996. W latach 1996–2001 był I wiceprezydentem federacji. Brał również udział w pracach międzynarodowych organizacji piłkarskich. Od 1998 rozgrywany jest międzynarodowy turniej piłkarski noszący jego imię.

## Sukcesy i odznaczenia

### Sukcesy klubowe
- mistrz ZSRR: 1966, 1967, 1968
- wicemistrz ZSRR: 1965
- zdobywca Pucharu ZSRR: 1964, 1966, 1972

### Sukcesy reprezentacyjne
- 4. miejsce w finale Mistrzostw Świata: 1966
- wicemistrz Europy: 1972

### Sukcesy indywidualne
- najlepszy bramkarz ZSRR (według magazynu "Ogoniok"): 1964, 1970
- rekordzista Mistrzostw ZSRR w ilości meczów na "0": 1127 minut (7.08.1967-17.04.1968)[1]

### Odznaczenia
- tytuł Mistrza Sportu ZSRR: 1962
- tytuł Zasłużonego Mistrza Sportu ZSRR: 1991